# Эгрим, Трун
Трун Эгрим (норв. Tron (Trond) Øgrim, 27 июня 1947 — 23 мая 2007) — норвежский левый журналист, писатель и политический деятель. Одна из центральных фигур Рабочей коммунистической партии (РКП) и маоистского движения в Норвегии в целом.
Автор не только научных и публицистических работ, но и нескольких научно-фантастических книг (последних — под псевдонимом Eirik Austey). Эсперантист, пропагандист свободного программного обеспечения и активный википедист.

## Деятельность

### Политика
Присоединился к левому движению в середине 1960-х, был активистом Союза социалистической молодёжи (тогда молодёжная организация Социалистической народной партии, ныне «Красная молодёжь») в 1965—1973 годах. В 1969 году выступил одним из инициаторов создания леворадикальной газеты «Klassekampen» (Классовая борьба). В 1973 году она стала официальным печатным органом новосозданной РКП, в которой Эгрим занимал ключевые должности вплоть до 1984 года. Кроме того, он был в числе основателей издательства «Oktober».

### Журналистика
Уйдя из политики, Эгрим сконцентрировался на журналистской деятельности. Так, он вёл колонку, посвящённую информационным технологиям, в норвежской версии «PC World» — причём писал не на букмоле (книжном варианте норвежского языка), а на нарочито простонародном наречии рабочего класса восточного Осло. Был в числе первых популяризаторов Интернета в Норвегии, в связи с чем много ездил по стране с лекциями. Поддерживая открытое ПО, называл Linux «воплощённым коммунизмом». Пионер блогинга в Норвегии, являлся постоянным участником международной новостной Интернет-группы «Leftist Trainspotters», в которой оставил несколько тысяч постов, в основном посвящённых политической обстановке и маоистскому движению в Непале.

### Эсперанто
Трун Эгрим был известным членом Норвежской лиги эсперантистов, хотя и отказывался занимать любые должности в этой организации. Начиная с 1989 года, выступал с серией радиопередач «Мечты об идеальном языке», в которых анализировал лингвистическую философию и попытки создания универсальных искусственных языков вроде эсперанто и волапюка.

### Википедия

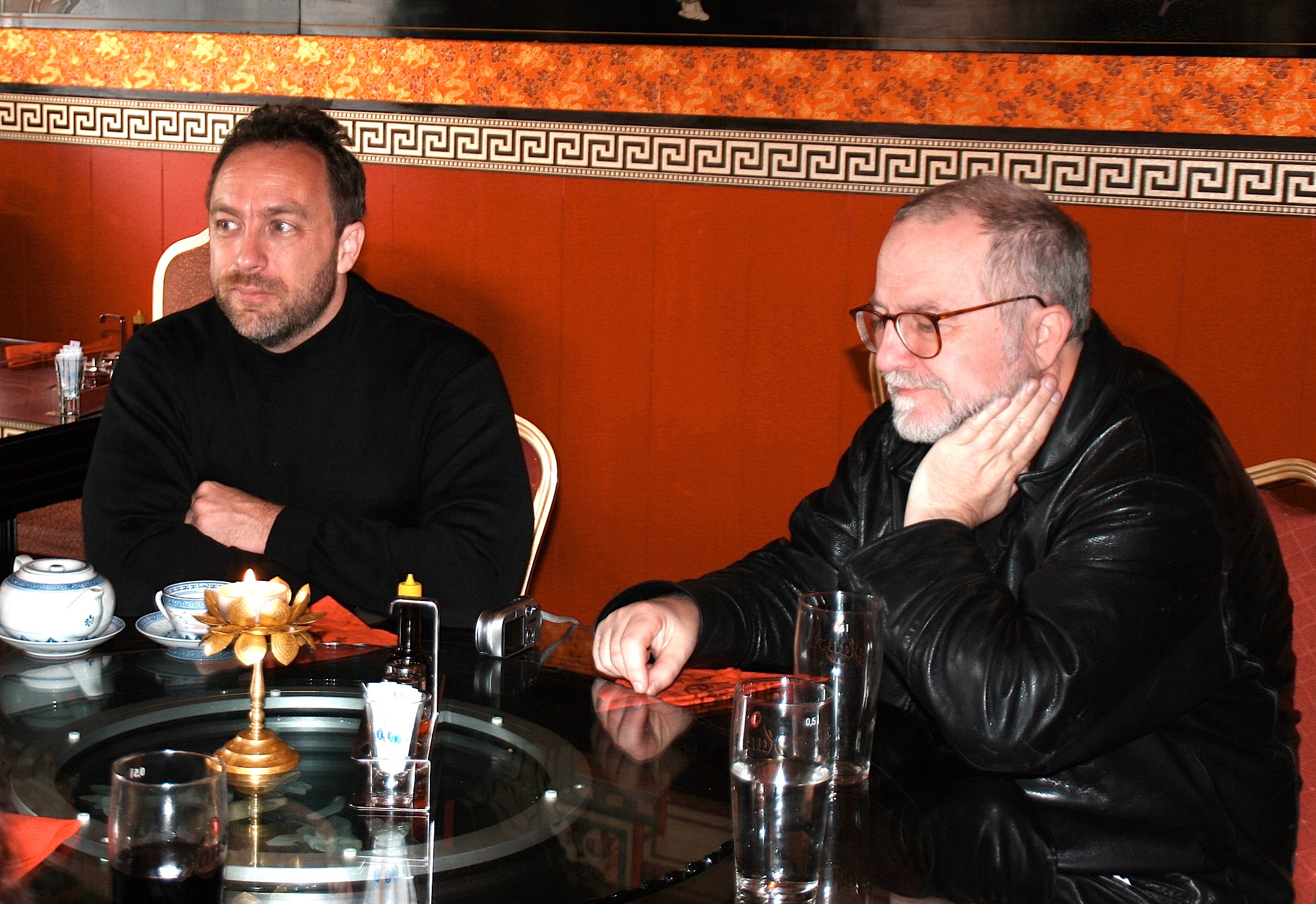
Джимми Уэйлс и Трун Эгрим

Первую правку в Википедии Трун Эгрим сделал в декабре 2005 года, чтобы исправить ложное утверждение о коллеге. Впоследствии он продолжал участвовать в жизни сообщества как участник Норвежской Википедии (букмол). На протяжении 2006 года он писал преимущественно об искусственных языках, после чего переключился на историю коммунистического движения в Непале. Во время визита Джимми Уэйлса в Норвегию в мае 2006 года Эгрим встретился с основателем Википедии и прочёл лекцию об электронной энциклопедии.
Трун Эгрим умер 23 мая 2007 года в результате инсульта. Сообщество Норвежской Википедии, отдавая дань уважения своему видному участнику, приняло решение спустить изображение флага на логотипе.

## Книги
- Marxismen — vitenskap eller åpenbaringsreligion? 1979
- Den vestlige maoismens sammenbrudd og krisa i AKP(m-l). Forlaget Oktober, 1982. ISBN 82-7094-325-8
- Grisen før jul. Harde tider på vei i det rike Vest-Europa. 1985
- Akersgata og det blodige barnet. Oslo, Spartacus. 1993. ISBN 82-430-0030-5.
- Hilsen til en generasjon av kvikksølv! Løgnaktige spådommer om datarevolusjonen, verden, Norge og deg. 1997
- Tron Øgrim treffer 10 sportsgærninger. 1998
- Hilsen til en generasjon av kvikksølv!: åssen IT forandrer verden og livet. Oslo, Oktober. 2000. ISBN 82-7094-913-2.